# ورا هاکوبیان
ورا آمباکومی هاکوبیان (ارمنی: Վերա Ամբակումի Հակոբյան؛  ۱۳ آوریل ۱۹۲۸ - ۲۴ ژوئیهٔ ۲۰۱۷) مجری تلویزیونی اهل ارمنستان بود. وی بین سال‌های - تا - میلادی فعالیت می‌کرد.

## زندگی‌نامه
وی در در پاراکار به دنیا آمد و از آکادمی دولتی هنرهای زیبای ارمنستان (۱۹۵۱) فارغ‌التحصیل گشت وی در انستیتو دولتی هنرهای زیبای ایروان (۱۹۴۶–۱۹۵۱) فعالیت می‌کرد. در نزد آآرمن گولاکیان، هراچوهی جینانیان و هایکوهی گاراگاش آموزش دید. وی برنده جوایزی همچون هنرمند شایسته ارمنستان شوروی (۱۹۷۲) (۲۰۱۳) شد. وی در در سن سالگی در ایروان درگذشت.

## یادداشت
1. ↑  Yerevan State Institute of Fine Arts and Theater